# Leuconostocaceae
Leuconostocaceae je porodica Gram-pozitivnih bakterija koje se nalaze u redu Lactobacillales. 
Bakterije iz ove porodice su Gram-pozitivne, ne stvaraju spore, okruglog ili izduženog su oblika, te su anaerobne ili aerotolerantne bakterije. Nalazimo ih u okolini bogatoj nutrientima (mlijeko, meso, povrće), a laktat je glavni završni produkt njihovog karakterističnog heterofermentativnog metabolizma ugljikohidrata. 